# Novitec Group
Novitec est un préparateur automobile allemand, basé à Stetten am kalten Markt. Il est connu pour la préparation esthétique et mécanique de marques automobiles de luxe.
Le préparateur modifie beaucoup de modèles de marques différentes telles que Ferrari, Lamborghini ou même Tesla.

## Histoire
Novitec est spécialisée dans les voitures de luxe. La société dévoile en 2022 la « pistarde » Lamborghini Huracán Tecnica, qui présente un V10 5,2 L de 640 chevaux et 565 Nm de couple à 6 500 tr/min,,.

## Kits

### Novitec N-Largo
Le kit N-Largo comporte un élargissement des ailes, un bouclier avant redessiné et un ajout d'aileron. Il a été utilisé dans plusieurs modèles notamment pour la Ferrari F12 Berlinetta, ou même pour la 812 Superfast.

### Novitec Esteso
Ce kit est souvent utilisé pour les SUV tel que le Lamborghini Urus. Il comporte un élargissement de carrosserie, une fixation de pare-chocs avant et arrière et des panneaux latéraux. Sa puissance passe alors à 800 ch avec ce kit.